# هوهنتسولرن هيشنغن
هوهنتسولرن هيشنغن (بالألمانية: Hohenzollern-Hechingen) كونتية وإمارة في جنوب غرب ألمانيا. ينتمي حكامها إلى الفرع الشوابي الأكبر من سلالة آل هوهنتسولرن.

## التاريخ
تم إنشاء كونتية هوهنتسولرن هيشنغن في عام 1576، جراء تقسيم كونتية هوهنتسولرن، الإقطاعية التابعة للامبراطورية الرومانية المقدسة. عندما توفي كارل الأول، كونت هوهنتسولرن (1512-1579) آخر كونتات هوهنتسولرن، قـُسـّمت الأراضي بين أبنائه الثلاثة: